# Ferriera Robinson
(B.M. Tedeschi in "Il regno delle Due Sicilie)
La Ferriera Robinson (ex ferriera Real Principe) è una ferriera di Mongiana, in provincia di Vibo Valentia, appartenente in periodo borbonico alle Reali ferriere ed Officine di Mongiana.
Quando la Ferriera Real Principe viene ampliata e rimodernata installando un laminatoio inglese chiamato macchina Tirafferri viene ribattezzata Robinson in onore dell'ufficiale di Marina William Robinson, socio di Corsi, fondatore di Pietrarsa.